# Krystofer Barch
Krystofer "Krys" Barch, född 26 mars 1980 i Hamilton, Ontario, är en kanadensisk professionell ishockeyspelare som spelar för det amerikanska ishockeylaget Florida Panthers i NHL.
Han har tidigare spelat för Dallas Stars och New Jersey Devils.

## Statistik

### Klubbkarriär
| 1997–98    | London Knights     | OHL        | 65  | 9  | 27 | 36 | 62  | 16 | 4 | 3  | 7  | 16 |
| 1998–99    | London Knights     | OHL        | 66  | 18 | 20 | 38 | 66  | 25 | 9 | 17 | 26 | 15 |
| 1999–00    | London Knights     | OHL        | 56  | 23 | 26 | 49 | 78  | —  | — | —  | —  | —  |
| 2000–01    | Portland Pirates   | AHL        | 76  | 10 | 15 | 25 | 91  | 2  | 0 | 0  | 0  | 0  |
| 2001–02    | Richmond Renegades | ECHL       | 25  | 6  | 4  | 10 | 43  | —  | — | —  | —  | —  |
| 2001–02    | Portland Pirates   | AHL        | 29  | 3  | 8  | 11 | 28  | —  | — | —  | —  | —  |
| 2002–03    | Portland Pirates   | AHL        | 36  | 1  | 7  | 8  | 49  | —  | — | —  | —  | —  |
| 2004–05    | Greenville Grrrowl | ECHL       | 55  | 11 | 19 | 30 | 154 | 3  | 0 | 0  | 0  | 36 |
| 2004–05    | Norfolk Admirals   | AHL        | 9   | 1  | 0  | 1  | 37  | —  | — | —  | —  | —  |
| 2005–06    | Greenville Grrrowl | ECHL       | 14  | 10 | 4  | 14 | 75  | —  | — | —  | —  | —  |
| 2005–06    | Iowa Stars         | AHL        | 43  | 7  | 6  | 13 | 129 | 7  | 0 | 1  | 1  | 37 |
| 2006–07    | Iowa Stars         | AHL        | 31  | 3  | 5  | 8  | 110 | —  | — | —  | —  | —  |
| 2006–07    | Dallas Stars       | NHL        | 26  | 3  | 2  | 5  | 107 | —  | — | —  | —  | —  |
| 2007–08    | Dallas Stars       | NHL        | 48  | 1  | 2  | 3  | 105 | 3  | 0 | 0  | 0  | 2  |
| 2008–09    | Dallas Stars       | NHL        | 72  | 4  | 5  | 9  | 133 | —  | — | —  | —  | —  |
| 2009–10    | Dallas Stars       | NHL        | 63  | 0  | 6  | 6  | 130 | —  | — | —  | —  | —  |
| 2010–11    | Dallas Stars       | NHL        | 44  | 2  | 1  | 3  | 80  | —  | — | —  | —  | —  |
| 2011–12    | Dallas Stars       | NHL        | 10  | 0  | 0  | 0  | 23  | —  | — | —  | —  | —  |
| 2011–12    | Florida Panthers   | NHL        | 41  | 2  | 3  | 5  | 91  | —  | — | —  | —  | —  |
| NHL totalt | NHL totalt         | NHL totalt | 304 | 12 | 19 | 31 | 669 | 3  | 0 | 0  | 0  | 2  |